# Kirchenstraße 16 (Krumbach)

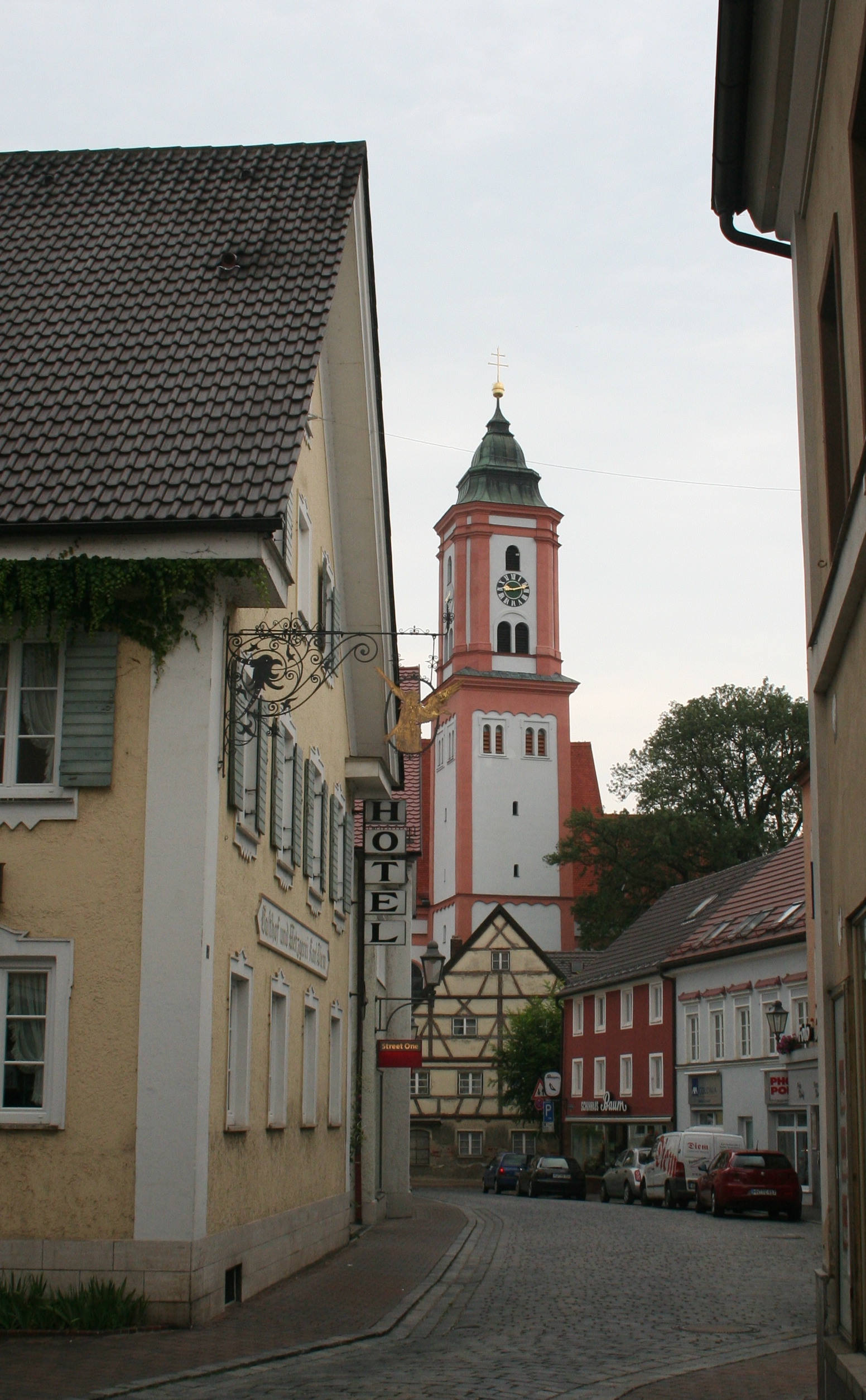
Kirchenstraße mit dem ehemaligen Schulhaus am Ende der Straße

Das Haus Kirchenstraße 16 in Krumbach war das erste Schulhaus des Ortes. Später wurde es als Wohn- und Geschäftshaus genutzt.

## Baubeschreibung
Das Fachwerkhaus, das vor der Mauer des ehemaligen Friedhofs der St. Michaelskirche steht, wurde laut einer Inschrift am Haus 1770 gebaut. Im Kern ist es jedoch höchstwahrscheinlich älter. Möglicherweise kam im Jahr 1770 nur einen Anbau hinzu. Um 1803 wurde das Gebäude erweitert.

## Geschichte
Bis 1816 war es das Schulhaus von Krumbach, in dem der Lehrer auch wohnte. Eine erste Schule in dem damaligen Markt wurde schon 1530 erwähnt, die wohl schon an diesem Ort stand, da zu dieser Zeit der Lehrer meist auch der Mesner war. Später wurde das Erdgeschoss als Geschäftsraum genutzt. In der zweiten Hälfte des 20. Jahrhunderts, ungefähr bis zum Jahr 2000, war darin das Uhrengeschäft Uhren Weiß untergebracht. Das Obergeschoss wird als Wohnung genutzt.
Nachdem das Gebäude für die Schule im Jahr 1816 endgültig zu klein wurde, war die Schule bis 1838 im ehemaligen  Krumbacher Schloss untergebracht. Als dort ab 1838 das Landgericht – später in Landratsamt umbenannt – seinen Sitz hatte, wurde unmittelbar südwestlich des Burgberges ein neues Schulhaus errichtet, an der Stelle, an der heute das Gebäude der Fachoberschule steht.